# یواس‌اس گوین (تی‌بی-۱۶)
یواس‌اس گوین (تی‌بی-۱۶) (به انگلیسی: USS Gwin (TB-16)) یک کشتی بود که طول آن ۱۰۰ فوت (۳۰٫۴۸۰۰۰۰ متر) بود. این کشتی در سال ۱۸۹۷ ساخته شد.